# Онегин, Александр Фёдорович
Алекса́ндр Фёдорович Оне́гин (29 июня 1845, Царское Село — 24 марта 1925, Париж) — русский коллекционер, всю свою жизнь посвятивший собранию рукописей, писем, семейных реликвий и других предметов, связанных с жизнью и творчеством А. С. Пушкина. Основал в Париже в своей квартире первый в мире музей Пушкина, впоследствии вся его коллекция была перевезена в Россию.

## Биографические сведения
Родился в 1845 году в Царском Селе, по паспорту — «петербургский мещанин», возможно, был незаконнорождённым отпрыском династической фамилии. От своей воспитательницы и крёстной матери получил фамилию Отто, хотя и не был ею усыновлён. С 1866 года стал называть себя Онегиным в честь пушкинского героя, а в 1890 г. указом императора Александра III получил право официально носить фамилию Онегин.
В 1879 году уехал в Париж, где прожил затем всю жизнь и занимался коллекционированием пушкинских реликвий.
В начале 1880-х годов в трёх комнатах своей квартиры на ул. Мариньян, 25 создал музей на основе своего собрания. Особое значение в пополнении коллекции музея имела дружба с П. В. Жуковским, сыном поэта В. А. Жуковского, с И. С. Тургеневым и связь с крупными антикварными и букинистическими фирмами Европы и России.
В 1887 году в Париже имел встречу с Дантесом. В 50-ю годовщину со дня гибели Александра Сергеевича он отправился на встречу с пушкинским убийцей и прямо спросил его, как тот мог решиться на такое? Каково же было разочарование, когда Дантес цинично ответил: «Что Вы хотите, это была дуэль, наши условия были равными. И Пушкин мог меня убить»». Разговора не получилось.
В 1909 году заключил договор, согласно которому после его смерти вся коллекция должна перейти в достояние Российской Академии Наук.
Умер 24 марта 1925 г. в Париже.

## Парижский музей
А. Ф. Онегиным был фактически создан прообраз Пушкинского Дома: в парижском музее имелось рукописное, музейное и книжное отделения.
В 1880-х годах П. В. Жуковский передал в коллекцию 60 рукописей Пушкина, документы своего отца, касающиеся дуэли и последних дней поэта, план квартиры на Мойке, посмертную маску, рисунки Жуковского и Ф. Бруни, изображающие тело Пушкина во время прощания, записки доктора В. И. Даля и И. Т. Спасского и другие предметы.
Впоследствии коллекция пополнилась дарами художников А. Н. Бенуа и И. Ю. Крачковского, скульпторов М. М. Антокольского, С. Д. Меркурова и П. Трубецкого; от потомков А. О. Смирновой и Е. П. Ростопчиной получены семейные реликвии.

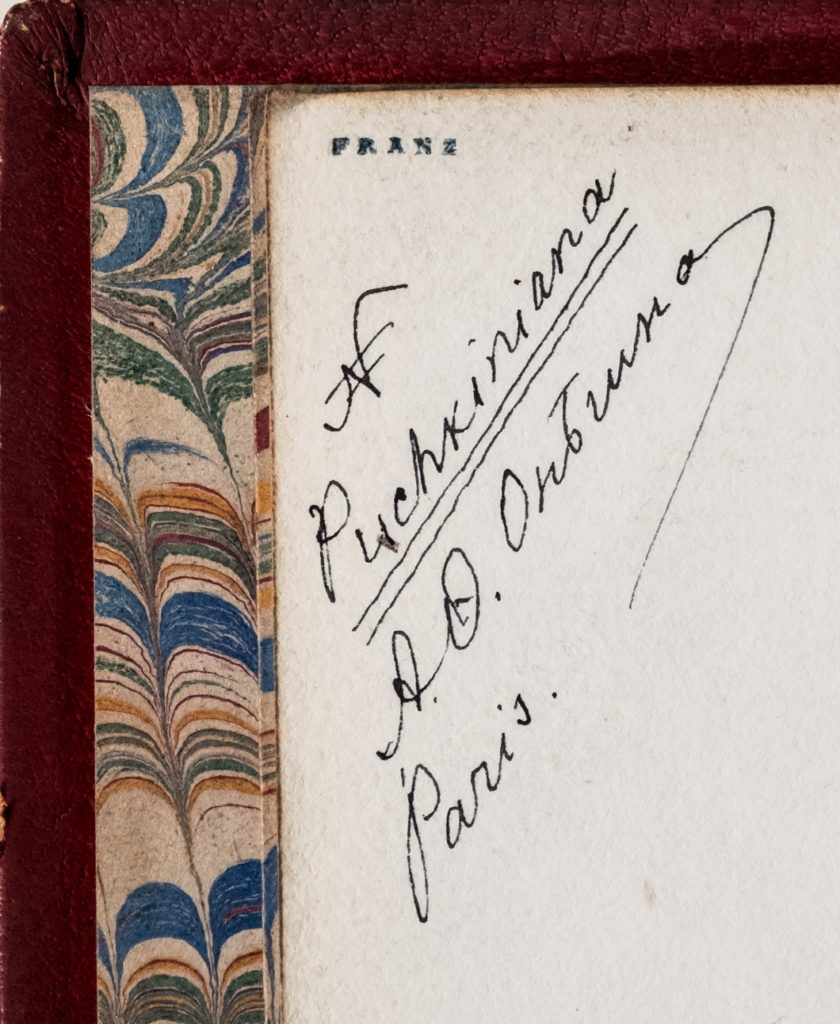
Рукописный экслибрис А. Онегина на обороте форзаца "Сочинений" А. С. Пушкина (BULAC, шифр OH.III.4)

Литературное собрание музея включало более 800 названий: все прижизненные издания произведений Пушкина, почти полное собрание литературы о Пушкине, изданной в XIX веке, альманахи времён Пушкина, переводы его произведений, альбомы с вырезками журнальных и газетных статей.
Позднее П. В. Жуковский передал Онегину часть библиотеки своего отца, около 400 томов, и собственный архив, в котором находились такие ценности, как переписка поэта (около 2000 писем), рукописи, альбомы с рисунками В. А. Жуковского, А. П. Елагиной, А. А. Воейковой и М. А. Мойер. От Жуковского перешли к Онегину портреты друзей и знакомых Пушкина, работы К. П. Брюллова, А. П. Брюллова, Г. фон Рейтерна, Ф. А. Моллера, Э. Бушарди, В. Гау, рисунки Н. А. Бестужева, М. Ю. Лермонтова, А. А. Иванова, О. А. Кипренского, Т. Г. Шевченко. Сохранились письма Онегину от И. С. Тургенева, писатель передал Александру Фёдоровичу около 40 фотографий, собрание сочинений с дарственными надписями, портреты. Постепенно квартира на ул. Мариньян превратилась в музей, посвящённый русской литературе в целом, объём библиотеки увеличился до более, чем 3500 томов. У антикваров и букинистов были приобретены издания с автографами И. С. Аксакова, Я. П. Полонского, Ф. Н. Глинки, А. А. Дельвига, М. М. Сперанского, А. К. Толстого, а также Дж. Байрона, Л. Бетховена, Р. Вагнера, П. Мериме, Г. Гейне, А. Мицкевича, Р. Шумана, Ф. Листа, Э. Золя.
Музей Онегина был популярен в Париже, но наибольшей известностью пользовался у русских путешественников и учёных, хотя владелец поначалу неохотно допускал к занятиям в своём музее, коллекция которого содержалась всегда в идеальном порядке. В 1908 году музей посетил историк литературы, известный пушкинист Б. Л. Модзалевский, командированный Комиссией по постройке памятника А. С. Пушкину в Санкт-Петербурге. Учёный составил описание материалов музея, которое по возвращении его в Россию было опубликовано.
В первые годы после революции 1917 года квартира коллекционера стала служить символом России и духовным прибежищем для эмигрантов, в специальном альбоме Онегина имеются автографы той поры — И. А. Бунина, К. Д. Бальмонта, Т. П. Карсавиной, А. Ф. Керенского, В. Н. Коковцова, П. Н. Милюкова, Н. К. Рериха.

## Приобретение коллекции Российской Академией Наук

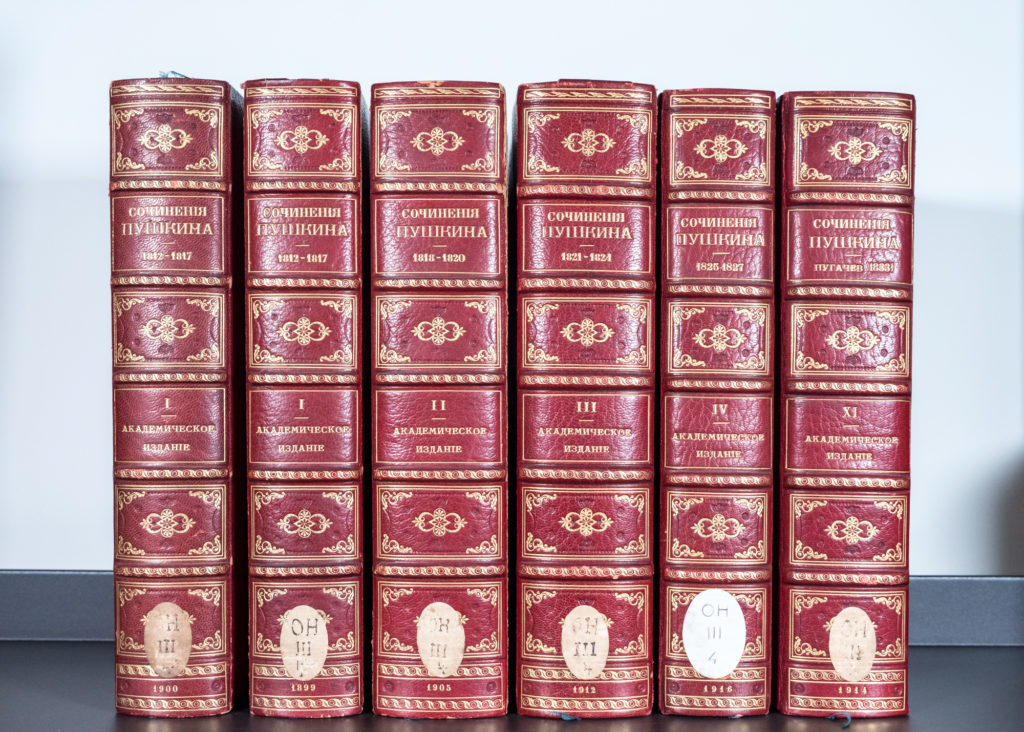
Академическое издание 1905 года "Собрания сочинений А. С. Пушкина" из коллекции А. Ф. Онегина с именным шифром OH (BULAC, шифр OH.III.4)

С возрастом страсть к коллекционированию не угасала у А. Ф. Онегина, но он начал искать способ сохранения собрания для потомства. Он не хотел, чтобы этот музей, десятилетиями создаваемый на чужбине и русский по содержанию, оставался за пределами России, поэтому всё более склонялся к мысли передать его русским государственным учреждениям.
В 1907 году российский министр финансов граф В. Н. Коковцов поставил вопрос о приобретении коллекции для учреждённого двумя годами раньше Пушкинского Дома в Санкт-Петербурге. 15 мая 1909 года с Онегиным был заключён договор, согласно которому коллекция перешла в государственную собственность России с условием пожизненного пользования ею Онегиным. Он, в свою очередь, был обязан допускать в музей сотрудников, направляемых Комиссией по изданию сочинений А. С. Пушкина при Академии Наук и предоставлять фотокопии рукописей по требованию Комиссии. Коллекционеру было выплачено 10 000 рублей единовременно и назначена пожизненная пенсия в 6000 рублей ежегодно на пополнение коллекции. Выплаты осуществлялись до 1918 года, пока не была прервана связь с Парижем.
После революции в России решение Онегина не изменилось. В 1920 году он написал завещание, подтверждающее право Российской Академии Наук на собрание, завещал Академии и капитал, который останется после его смерти. В завещании были предусмотрены и все меры предосторожности, необходимые при перевозке имущества в Россию. После установления советским правительством отношений с Францией, 7 декабря 1922 года Онегину было уплачено 100 000 франков и коллекция перешла в собственность РСФСР. Акт окончательной передачи собрания Онегина представителю АН СССР состоялся 26 октября 1927 года в Париже, в следующем году всё имущество было перевезено в Ленинград. В Пушкинском Доме была устроена выставка наиболее примечательных экспонатов.
Часть библиотеки (дублеты и периодика) при посредничестве пушкиниста М. Л. Гофмана была передана в Библиотеку восточных языков в Париже, где хранится и поныне под именным шифром OH.
Впоследствии единое когда-то собрание было разобщено, ныне часть экспонатов находится во Всероссийском музее А.С. Пушкина в Санкт-Петербурге, библиотеке Академии Наук, Государственном Эрмитаже. В 1995—1997 годах в Пушкинском Доме организована выставка «Тень Пушкина меня усыновила...», посвящённая юбилею Пушкинского Дома и 150-летию со дня рождения А. Ф. Онегина. На выставке музейные коллекции были временно воссоединены.